# 북극의 제왕
《북극의 제왕》(영어: Emperor of the North Pole, 홈 미디어 제목은 영어: Emperor of the North)은 미국에서 제작된 로버트 올드리치 감독의 1973년 액션 모험 영화이다. 리 마빈 등이 출연하였고, 스탠리 허프(스탠 허프 명의) 등이 제작에 참여하였다.

## 줄거리
대공황 시기, 셰크(어니스트 보그나인)는 오리건, 퍼시픽 앤 이스턴 철도의 차장이다. 그는 자신의 화물 열차인 19호 열차에 무임승차하려는 사람들을 철저히 막는다. 동료들에게 영웅으로 추앙받는 호보 A-No.-1(리 마빈)은 기차에 뛰어드는 데 성공하고, 젊고 경험이 부족한 시가렛은 그의 뒤를 바짝 따라붙지만 셰크에게 발각되어 둘 다 열차 안에 갇히고 출구가 봉쇄된다.
자신들의 곤경을 깨달은 A-No.-1은 기차에 실린 건초를 이용해 목재 가축차 측면에 불을 붙인다. 셰크는 승무원들에게 다가오는 차량기지에서 기차를 세워 작업자들이 불을 끄고 밀항자들을 잡도록 지시하지만, A-No.-1은 모두를 피하고 호보 정글로 탈출하여 오랜 친구 스마일을 만난다. 스마일은 A-No.-1을 반기며 모여 있는 무리에게 "A-No.-1이 19호 열차를 타고 방금 도착한 '로드의 왕'이다!"라고 선언한다. 한편, 시가렛은 차량기지의 인부들에게 잡히는데, 그는 자신이 셰크의 열차를 탔으며 다른 부랑자가 자신들을 잡히게 하고 불에 타 죽게 만들었다고 자랑한다. 대부분의 인부들은 그를 믿고, 다른 '호보'를 보내 시가렛이 마침내 셰크를 이겼다는 소문을 호보 정글에 퍼뜨린다.
이 부랑자가 소문을 퍼뜨리기 위해 호보 정글에 도착했을 때, A-No.-1은 그 젊은 허풍쟁이가 자신의 길한 공적을 가로채고 있다는 것을 듣게 된다. 분노한 A-No.-1은 오직 자신만이 그토록 대담한 행동을 할 수 있음을 증명하기 위해 셰크의 열차를 타고 포틀랜드까지 갈 것을 결심한다. 그는 젊고 어리숙한 호보에게 사람들이 모두 볼 수 있도록 차량기지의 급수탑 높이 자신의 의도를 새기게 한다. 이 대담한 표식의 소식이 정비고에 도착했을 때, 셰크는 감히 자신의 열차를 탔다고 주장한 시가렛의 목을 조르고 있었다.
A-No.-1의 주장에 대한 흥분과 내기 속에서 차량기지 작업자들에게 잊힌 시가렛은 조용히 눈에 띄지 않게 빠져나간다. 다른 호보들은 셰크의 열차를 성공적으로 탈 수 있는 첫 번째 사람이 "북극의 황제"라는 칭호를 얻게 될 것이라는 데 동의한다. 철도 노동자들은 A-No.-1이 해낼 수 있을지 내기를 걸고, 셰크가 널리 알려지고 싫어하는 인물이었기 때문에 전화와 전보로 전국에 소식을 퍼뜨린다.
다음 날 아침은 안개가 자욱했다. A-No.-1이 기차에 타는 것을 막으려 결심한 셰크는 차량기지에서 기차를 급히 출발시킨다. 그러나 호보 중 한 명이 분기기의 잠금장치를 풀어 19호 열차가 지선철도 지선으로 연결되게 하여 A-No.-1이 쉽게 탑승할 수 있게 한다. 그리고 기차가 다시 출발하자 A-No.-1은 셰크에게 죽임을 당하지 않기 위해 기관차와 탄수차를 화물차에서 분리시킨다. 셰크는 A-No.-1(이제 안개 낀 숲 속에 숨어 있음)에게 이 장난으로 몇 분 안에 빠른 우편 열차가 지나갈 때 10명의 목숨이 날아갈 수도 있다고 소리친다. A-No.-1은 이를 단순히 "유령 이야기"라고 반박한다. 기관사(기관사), 코일리(기관사), 셰크는 필사적으로 열차를 다시 출발시켜 간신히 인입선으로 진입시켜 우편 열차와의 치명적인 충돌을 아슬아슬하게 피하고, 얼간이 제동수 크래커에게는 아찔한 순간으로 인해 뇌졸중이나 심장마비가 올 뻔했다.
안개 속에서 A-No.-1은 다시 열차에 탑승하여 무개차에 있는 속이 빈 금속 파이프 안에 숨는다. 아침이 깊어지고 안개가 걷히자 그는 시가렛이 인접한 파이프에 숨어 있으며, 더 나쁜 것은 시가렛이 자신의 모자를 무개차의 개방된 갑판에 그대로 두어 19호 열차 승무원에게 자신들의 존재를 알렸을 수도 있다는 것을 발견한다.
셰크는 높은 교량에서 열차를 멈춰 자신과 크래커가 호보들을 더 철저히 수색하고 쉽게 도망칠 수 없게 한다. 곧 발각될 것을 깨달은 시가렛은 체포를 피하기 위해 교량 자체를 기어오른다.
탈출 후, 그는 근처에 A-No.-1이 계곡 바닥에 있는 고물 더미에서 쉬면서 시가를 피우는 것을 발견한다. 그들은 교량을 넘어 다시 기차에 탑승하지만, 셰크는 이를 알아채고 강철 연결핀을 밧줄에 묶어 움직이는 기차 아래로 끌어당겨(지나가는 선로 침목에 튀면서) 그들을 다치게 하고 시가렛을 때린다. A-No.-1은 쇠말뚝의 밧줄을 잡고 차량 하부에 묶은 다음 시가렛에게 함께 차량 위로 기어오르라고 재촉하지만, 시가렛은 손잡이를 놓치고(셰크가 일부 손잡이와 발판을 훼손함) 떨어져 나간다. 셰크는 시가렛에게 큰 망치를 던져 그 역시 떨어지게 만든다.
두 남자는 고물 더미로 돌아와 경사를 따라 몇 개의 양동이를 끌어올려 레일에 기름을 바른다. 이로 인해 승객 열차가 충분히 느려져 A-No.-1과 시가렛은 오버헤드 수문을 통해 차량 지붕으로 뛰어내릴 수 있다. 두 사람은 세일럼 차량기지에서 뛰어내리고 A-No.-1은 시가렛을 이용하여 칠면조를 훔친다. 한 경찰관(사이먼 오클랜드)이 그들을 호보 정글까지 쫓아오지만, 포위되어 개처럼 짖는 굴욕을 강요당한다. A-No.-1은 시가렛의 허풍에 깊이 짜증이 나 있었지만, 그 젊은 남자에게 자신이 오직 귀를 기울이고 배우도록 허락한다면, 성공적인 호보가 될 자질이 있으며, 심지어 북극의 황제가 될 수도 있다고 말한다.
A-No.-1은 그 후 시가렛이 둘을 위한 옷을 훔칠 수 있도록 시선을 돌리기 위해 지역의 진행 중인 침례교 의식에 참여한다.
세일럼 차량기지로 돌아온 A-No.-1은 다시 급수탑에 "#19 열차를 타고 포틀랜드까지" 가겠다는 자신의 의도를 새긴다.
셰크는 기관사에게 열차를 차량기지에서 평소 속도로 출발시키라고 말하며, 이는 두 호보가 쉽게 탑승할 수 있게 한다. 셰크는 이 문제를 완전히 해결하고 싶어 한다. A-No.-1과 시가렛은 화물차의 하부로 기어 올라가고, 셰크는 (또다시) 밧줄 끝에 연결핀을 끌어당겨 그들을 다치게 한다. 고통스러워하며 시가렛이 도와주기를 거부하는 것을 본 A-No.-1은 발로 제동관의 압력을 풀어 열차가 빠르게 멈추게 한다. 코일리는 연소실에 부딪혀 등 부분에 심한 화상을 입는다. 크래커는 객실의 좌석에서 내던져져 목이 부러져 사망한다. 시가렛은 연못 근처에서 부상을 치료하고 있는 A-No.-1을 발견하고 그가 끝까지 갈 힘과 용기가 없다고 질책한다. 젊은 남자는 자신이야말로 역대 최고의 호보가 될 것이라고 주장한다.
이 폭언 후에 시가렛은 다시 기차에 탑승하지만, 망치를 휘두르며 매우 화가 난 셰크를 보고 즉시 두려움에 퇴각한다. 셰크가 치명타를 날리려 할 때, A-No.-1이 나타나 셰크와 싸우기 시작한다. 무거운 사슬, 나무 판자, 소방 도끼를 사용한 필사적인 싸움이 벌어진다(시가렛은 안전한 거리에서 객차 꼭대기에서 지켜본다). A-No.-1은 결국 피투성이가 된 셰크를 마음대로 할 수 있게 되지만, 그를 죽이는 대신 기차 밖으로 던져 버린다. 셰크는 반항하며 A-No.-1이 자신을 다시 보게 될 것이라고 소리친다. A-No.-1은 시가렛이 "그들"이 셰크를 어떻게 이겼는지 자랑하는 것에 대해 그를 강으로 던져버리며, 그 아이에게 좋은 부랑자가 될 수도 있었겠지만 품격이 없다고 말한다. "넌 배짱은 있었지만, 심장이 없었어, 얘야." 그는 기차가 멀리 수평선 너머 포틀랜드로 굴러갈 때 소리친다.

## 출연진
- 리 마빈
- 어니스트 보그나인
- 키스 캐러딘
- 찰스 타이너
- 맷 클라크
- 리엄 던
- 사이먼 오클랜드
- 맬컴 애터버리
- 엘리샤 쿡 주니어
- 해리 시저
- 빅 테이백
- 핼 베일러
- 잭 콜린스
- 조 디레다
- 로버트 포크
- 제임스 굿윈
- 레이먼드 구스
- 시드 헤이그
- 칼 루커스
- 에드워드 맥낼리
- 존 스테드먼
- 데이브 윌럭
- 랜스 헨릭슨 (크레디트 미기재)
- 해리 히콕스 (크레디트 미기재)

## 제작
이 영화는 1972년 1월 제작이 발표되었다.

## 기타 제작진
- 배역: 잭 바워
- 세트: 라파엘 브레통
- 조감독: 맬컴 하딩, 마이클 D. 무어, 래리 파월